# 4e régiment d'artillerie lourde
Pour les articles homonymes, voir 4e régiment.
Le 4e régiment d'artillerie lourde (4e RAL) est une unité de l'armée française, créée en 1912. Engagé dans la Première Guerre mondiale, il est dissout fin 1915. Quatre de ses groupes forment en particulier le 81e RALT le 1er octobre 1915.

## Création et différentes dénominations
- 1912 : création du 4e régiment d'artillerie lourde
- 1915 : dissous

## Historique des garnisons, campagnes et batailles

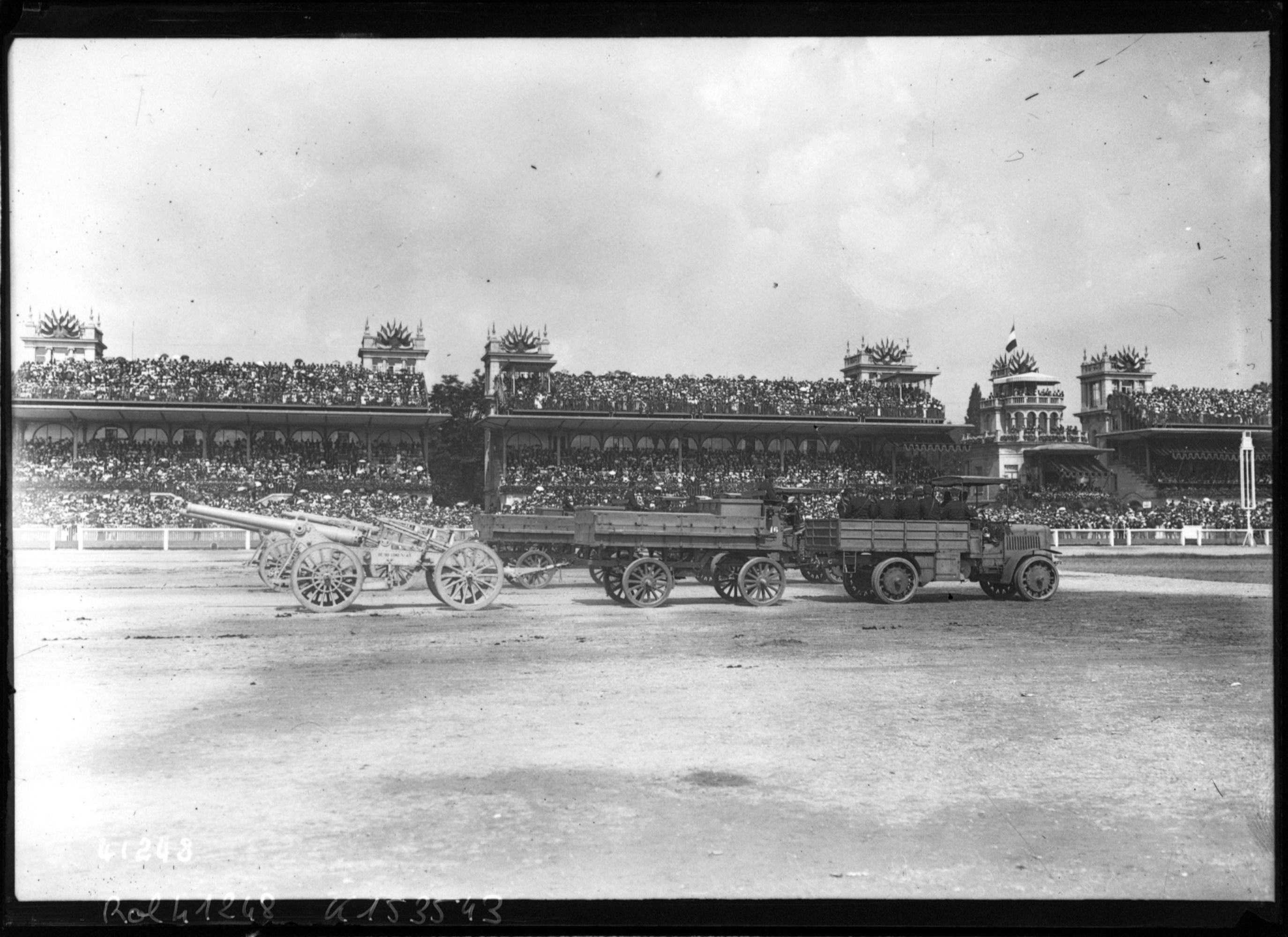
Défilé du 4e RAL le 14 juillet 1914 à Longchamp.

Avant la mobilisation de 1914, l'artillerie lourde française n'est qu'embryonnaire. L'Armée recherche un matériel extrêmement mobile, de portée plus grande que le canon de 75, d'une puissance de destruction plus considérable, ni trop lourd ni trop léger ; un matériel tirant vite et bien. Les progrès réalisés dans la construction automobile permettent l'espoir de fonder une artillerie dont les pièces seraient traînées par de petits tracteurs légers.
Les essais commencent en 1912. Le canon adopté comme répondant aux exigences du moment est le 120 L de Bange, avec cingolis (pièces de bois placées autour des roues pour améliorer la mobilité en tout-terrain). Les tracteurs sont des Panhard 35 HP (K11), à quatre roues motrices et directrices.
Le premier régiment qui est doté de ce matériel, avec avant-train modifié pour la traction automobile, est le 4e régiment d'artillerie lourde mobile, formé le 1er avril 1912. Il est désigné pour les premiers essais aux grandes manœuvres des pièces à tracteurs.
Dès le début de 1914, l'Armée regroupe des chauffeurs professionnels pour conduire les tracteurs. Formé d'un seul groupe automobile de deux batteries de six pièces, le 4e RAL participe au défilé du 14 juillet 1914 à l'hippodrome de Longchamp. Le trajet entre Versailles et Longchamp permet de tester les matériels.

### Première Guerre mondiale

#### 1914
Fin juillet 1914, lorsque la guerre se déclenche, le régiment compte 10 batteries de canons de 120 de Bange mais sa motorisation est loin d'être terminée : un seul groupe peut débuter la guerre avec des tracteurs, les deux autres restent provisoirement hippomobiles.
Les 1re et 2e batteries du 4e RAL partent de Versailles à l'aube du 31 juillet 1914, au reçu du télégramme de couverture (dans le cadre du Plan XVII). Ces batteries uniquement composées des jeunes classes présentes sous les drapeaux, d'un certain nombre de réservistes qui faisaient alors une période de vingt-huit jours et de quelques chauffeurs mobilisés avec leur véhicule par ordre spécial. Par Saint-Cloud, et en contournant Paris et Saint-Denis, le groupe parvient à Villetaneuse, où se fait l'embarquement en chemin de fer. Le lendemain, au petit jour, le groupe débarque à Lérouville et de là fait route par ses propres moyens jusqu'au fort du Camp des Romains.
Les deux autres batteries, dites de dédoublement (21e et 22e), composées d'une plus forte proportion de réservistes appelés par l'ordre de mobilisation générale du 2 août 1914, rejoignirent le 14 août, dans la vallée de la Meuse. Le Ier groupe du 4e RAL comprend donc quatre batteries, auxquelles était adjointe une colonne légère. Le IIIe groupe est constitué de la 5e batterie, mobilisée à Lorient, et de la 10e batterie, mobilisée à Guyancourt. Ces batteries perçoivent leur matériel (canons de 120 L) puis rejoignent également la Meuse le 12 et le 15 août. La 10e batterie (3e groupe) se dédouble pour former la 30e. Ces deux dernières batteries sont hippomobiles, par manque de tracteurs.
Des opérations de grande envergure se dessinent dans la région de Longwy. Le groupe est appelé et mis à la disposition du 6e corps de la IIIe armée (général Sarrail et général Herr, commandant l'artillerie).
Peu de temps après, la 21e batterie (capitaine Olivier) exécute un des premiers réglages par avion de la guerre, sur une batterie et des rassemblements ennemis, aux environs de Pretz, en Argonne. Ce tir, dû à l'initiative de l'aviateur et du commandant de batterie et mené avec système de conventions très simples, donne d'excellents résultats.
Mais les Allemands avancent après la bataille des Frontières par la Belgique envahie et le nord de la France. Le groupe prend part à la retraite générale, jusqu'à la bataille de la Marne. Toujours avec le 6e corps, il participe à la défaite de l'armée du Kronprinz, puis prend part à la poursuite, lorsqu'un ordre du Grand Quartier général le met, le 17 septembre 1914, à la disposition du corps combiné du général Humbert (futur 32e corps). Par ses propres moyens, le groupe rejoint la Champagne en seulement deux jours. Entre le 22 août et le 20 septembre, le 1er groupe a parcouru plus de 700 km tout en restant en batterie pendant l'équivalent de quinze jours. Ce record de mobilité ne sera pas également pendant la Guerre.
Seule artillerie lourde de la région, il répond à toutes les nécessités que comporte la situation et satisfait à tous les besoins de l'infanterie. Du 21 septembre au 16 octobre, le groupe manœuvre constamment. Les batteries, se divisant en sections et même en pièces isolées, occupent le front de Reims à Berry-au-Bac.
Les tirs, exécutés avec autant d'à-propos que de précision, réussissent à faire échouer plusieurs attaques de la Garde prussienne. Le général Humbert, témoin oculaire de ces opérations, adresse au groupe la lettre de félicitations suivante :

« Au moment où le groupe de 120 L. du commandant Mimey est dirigé sur une autre destination, le général commandant le 32e C. A. tient à lui exprimer sa très vive satisfaction pour la coopération qu'il a apportée à la défense des environs de Reims.
De jour comme de nuit, le commandant Mimey et ses batteries ont été à la peine; ils se sont multipliés pour répondre aux exigences de la situation.
À maintes reprises, le concours de l'artillerie lourde a assuré le succès, notamment le 25 et le 26 septembre; où le barrage établi par elle au nord de Saint-Léonard a emprisonné dans un cercle de feu les avant-gardes de la division de la Garde prussienne qui avait atteint la vallée. Le général les remercie et leur adresse tous ses vœux pour l'accomplissement de la nouvelle mission qui leur est confiée. »

— Humbert, Ordre général no 65 du 32e C.A.
La « course à la mer », qui s'est engagée pendant ce temps, est presque terminée; mais les Allemands menacent alors les passages de l'Yser. Le groupe est dirigé en toute hâte vers le Nord. Le 17 octobre, départ pour les environs d'Amiens, où arriva bientôt l'ordre de se rendre en Belgique par étapes forcées. En quatre étapes, il se transporte de Reims à Furnes où, du 21 octobre au 4 novembre, il prête son concours à l'armée belge pendant la bataille de l'Yser. Là encore, il est la seule artillerie lourde présente. Il intervient d'abord pour interdire le passage de l'Yser, aux portes de Schoorback et de Keyem et sur les passerelles lancées par les Allemands à hauteur de Pervyse, puis à Dixmude avec les fusiliers marins. Les pièces sont avancées chaque nuit pour effectuer des tirs à grande distance sur les principaux points de communication de l'ennemi.
L'aide puissante qu'apporte le groupe contribua pour une large part à la stabilisation du front en Belgique et à l'arrêt définitif de la poussée allemande en direction de Dunkerque et de Calais. Enfin, deux participations, l'une à la bataille de Ramscappelle (27 au 31 octobre 1914), l'autre aux opérations qui aboutissent en décembre, à la prise de la maison du Passeur, et la guerre de mouvement est momentanément terminée pour le groupe. Son extrême mobilité ne peut plus lui servir à la poursuite de l'ennemi. Elle doit servir au déplacement rapide de ses pièces puissantes d'une extrémité du front à l'autre, en réaction ou en prévision des attaques ennemies.
À la fin de l'armée 1914, le groupe avait tiré 120 000 coups de canon. Souvent les pièces sont à très petites distances de l'ennemi ; parfois même, comme à la défense de Linde et d'Hetsas, elles se trouvent à moins de 400 m des premières lignes. Pendant toute cette première période, le camouflage nécessité par l'activité de l'aviation ennemie est constitué par des simples branchages, par des gerbes de céréales, par la disposition irrégulière des pièces sur le champ de bataille.

#### 1915

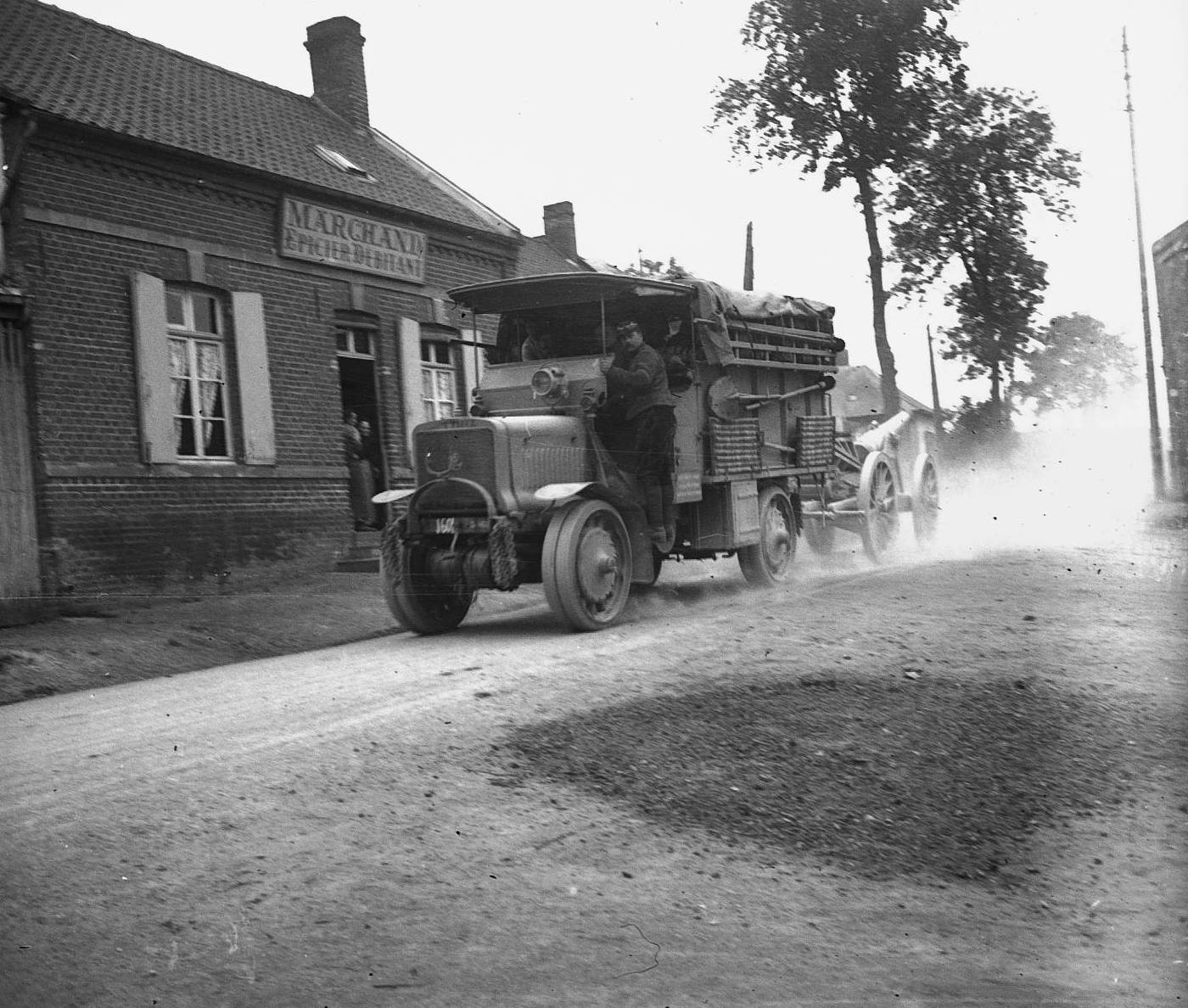
Passage d'un canon de 120 du 4e RAL à Saleux en 1915.

Les très grands services rendus par l'artillerie à tracteurs entraînent la formation d'un grand nombre de groupes nouveaux.
Un VIIe groupe est créé en novembre-décembre 1914 avec 25 Panhard K11 et des 120 L. Le VIIIe groupe du 4e RAL, créé en décembre 1914 avec des canons de 120 L tractés par des Latil TH, devient opérationnel en février 1915.
Les 28e et 29e batteries sont créées le 1er janvier 1915 avec des canons de 95, formant un nouveau groupe.
Le Ier groupe est scindé. Deux batteries (1re et 22e) forment le nouveau Ier groupe du 4e RAL, les deux autres (2e et 22e) forment le XIe groupe. 
Les tubes sont usés, le matériel automobile usagé, le Ier groupe se reforme à Charenton du 29 avril au 5 mai 1915, lorsqu'il est appelé d'urgence en Belgique, sur l'Yser, où les Allemands font pour la première fois usage des gaz asphyxiants, puis vient en Artois pour les attaques de mai et juin (Carency, Ablain-Saint-Nazaire, etc.). Le XIe groupe, qui s'était également reformé, participait avec le Ier groupe, à l'offensive du 25 septembre en Artois, occupant diverses positions dans les secteurs sud et nord d'Arras.
Dans l'intervalle, le Xe groupe, récemment formé, apparaissait également pour l'attaque du 25 septembre. Le VIe groupe, arrivé de Vincennes vers le 10 août, faisait, lui, ses premières armes en Belgique avec du matériel de 100 T. R. et participait aux attaques de l'armée britannique dans la région d'Ypres.
Le 1er octobre, le 4e RAL prenait le nom de 81e régiment d'artillerie lourde à tracteurs. Le Ier groupe du 4e RAL devient le Ier groupe du 81e, le XIIe groupe du 4e RAL devient le IIe groupe du 81e, le Xe groupe du 4e RAL le IIIe du 81e et le VIe groupe du 4e RAL le IVe du 81e. Le IIIe groupe du 4e RAL devient le 1er novembre le IVe groupe du 103e RAL. Les 28e et 29e batteries forment le VIIIe groupe du 110e RAL.

### Étendard
L'étendard du régiment ne porte aucune inscription.

## Personnalités ayant servi au4eRAL
- Gustave Alric (1894-1967)
- Georges Thill, résistant tué en 1944, incorporé au 4e RAL en 1914[16].